# The Art of More – Tödliche Gier
The Art of More – Tödliche Gier (Originaltitel: The Art of More, Arbeitstitel: Sold) ist eine US-amerikanische Dramaserie, an welcher unter anderem Kate Bosworth und Dennis Quaid mitwirken. Die Serie stellt die erste einstündige Dramaserie der Streaming-Plattform Crackle dar, auf der alle zehn Folgen der ersten Staffel am 19. November 2015 veröffentlicht wurden. Die deutschsprachige Erstausstrahlung sendet der Pay-TV-Sender 13th Street seit dem 5. Mai 2016.
Aufgrund sehr hoher Abrufzahlen in kurzer Zeit, wurde die Serie bereits am 4. Dezember 2015 um eine zehnteilige zweite Staffel verlängert. Diese ist seit 16. November 2016 in den USA abrufbar.

## Handlung
Die Handlung der Serie ist im Milieu hochklassiger Auktionshäuser in New York City angesiedelt. Der ehemalige Soldat Graham Connor, der heute als Hochstapler arbeitet, nutzt alte Kontakte aus seinen Zeiten im Irak, um in diese Welt einzusteigen und sich einen Namen zu machen.

## Besetzung und Synchronisation
Die deutschsprachige Synchronisation der Serie erfolgt durch die Berliner Synchron GmbH Wenzel Lüdecke unter Dialogregie von Werner Böhnke.
| Schauspieler    | Charakter            | Synchronsprecher  | Beschreibung                                                               |
| --------------- | -------------------- | ----------------- | -------------------------------------------------------------------------- |
| Christian Cooke | Thomas Graham Connor | Fabian Oscar Wien | Ex-Soldat und Hochstapler                                                  |
| Kate Bosworth   | Roxanna Whitman      | Marie Bierstedt   | Tochter eines CEOs eines der Auktionshäuser                                |
| Cary Elwes      | Arthur Davenport     | Viktor Neumann    | exzentrischer Kunstsammler, der sich als Mentor für Graham Connor versteht |
| Dennis Quaid    | Samuel „Sam“ Brukner | Thomas Danneberg  | ein schwerreicher Immobilien-Hai                                           |

## Produktion und Vermarktung
Obwohl die Handlung der Serie in New York City, Vereinigte Staaten spielt, wird sie in Montreal, Kanada gedreht.
Die Ausstrahlungsrechte der Serie konnten bisher in 25 verschiedene Territorien verkauft werden.